# Замок Феллин

Реконструкция замка Феллин

За́мок Фе́ллин (нем. Schloß Fellin), в настоящее время именуемый за́мок Ви́льянди (эст. Viljandi ordulinnus, Viljandi loss) — замок Тевтонского ордена, строительство которого было начато в 1224 году на месте бывшего городища. Замок являлся одним из самых мощных в Ливонии. Почти полностью уничтожен во время польско-шведских войн в начале XVII века.

## История
Крестоносцы ордена Меченосцев захватили древнее городище, на месте которого в 1223 году и был построен замок. Годом позже было начато возведение каменных укреплений. 
Город Феллин был выбран в качестве столицы ордена.
Замок-конвент, типичное строение для проживания ливонских рыцарей, был возведён в конце XIII — начале XIV веков. В последующие века замок перестраивался и укреплялся.
Замок был повреждён во время осады 1560 года русским войском, но ещё большие повреждения ему нанесла польская осада 1602 года во время польско-шведских войн, после которой он больше не восстанавливался. В XVIII веке руины были использованы как каменоломня для строящегося города Феллин.
Первые раскопки в замке были проведены в 1878—1879 годах. В последние десятилетия раскопки проводятся ежегодно.
В настоящее время руины замка стали популярным местом отдыха в центральной части Вильянди. В бывшем центральном дворе располагается сцена на открытом воздухе.
В 1998 году руины замка и его крепостной ров были внесены в Государственный регистр памятников культуры Эстонии.